# A Manchester United FC 2014–2015-ös szezonja
Ez a szócikk a Manchester United FC 2014–2015-ös szezonjáról szól, amely a csapat 137. idénye fennállása óta, sorozatban 40. az angol első osztályban. Az idényt a bajnokság első fordulójával kezdte 2014. augusztus 16-án, valamint részt vett a két hazai kupasorozatban. Az 1989-90-es idény óta most először fordult elő, hogy a csapat egyik nemzetközi kupában sem indulhatott el.

## Háttér, felkészülés az új idényre
A Premier League előző idényében a hetedik helyen végzett a United, így az 1995-96-os szezon óta először nem vehetett részt a Bajnokok Ligája küzdelmeiben, valamint 25 év után nem indult egyik európai kupában sem.  2014. május 19-én a holland louis van Gaalt nevezték ki menedzsernek, akinek a visszavonuló Ryan Giggs lett az asszisztense. Patrice Evra, Nemanja Vidić és Rio Ferdinand elhagyta a klubot, ellenben érkezett Ander Herrera az Athletic Bilbaótól 23 millió fontért, valamint Luke Shaw a Southamptontól. Az új csapatkapitány Wayne Rooney lett.

### Felkészülési mérkőzések
| Dátum                    | Ellenfél           | H / V | Végeredmény | Góllövők                                                                        | Nézőszám |
| ------------------------ | ------------------ | ----- | ----------- | ------------------------------------------------------------------------------- | -------- |
| 23 July 2014. július 23. | Los Angeles Galaxy | S     | 7–0         | Welbeck 13', Rooney (2) 42' (bün.), 45', James (2) 62', 84', Young (2) 88', 90' | 86,432   |
| 2014. július 26.         | Roma               | S     | 3–2         | Rooney (2) 36', 45' (bün.), Mata 39'                                            | 54,117   |
| 2014. július 29.         | Internazionale     | S     | 0–0 (5–3b)  |                                                                                 | 61,238   |
| 2014. augusztus 2.       | Real Madrid        | S     | 3–1         | Young (2) 21', 37', Hernández 80'                                               | 109,318  |
| 2014. augusztus 4.       | Liverpool          | S     | 3–1         | Rooney 55', Mata 57', Lingard 88'                                               | 51,014   |
| 2014. augusztus 12.      | Valencia           | H     | 2–1         | Fletcher 49', Fellaini 90+1'                                                    | 58,381   |

## Premier League
| Dátum             | Ellenfél             | H / V | Végeredmény | Góllövők                                        | Nézőszám | Bajnoki pozíció |
| ----------------- | -------------------- | ----- | ----------- | ----------------------------------------------- | -------- | --------------- |
| 16 August 2014    | Swansea City         | H     | 1–2         | Rooney 53'                                      | 75,339   | 16th            |
| 24 August 2014    | Sunderland           | V     | 1–1         | Mata 17'                                        | 43,217   | 13th            |
| 30 August 2014    | Burnley              | V     | 0–0         |                                                 | 31,399   | 14th            |
| 14 September 2014 | Queens Park Rangers  | H     | 4–0         | Di María 24', Herrera 36', Rooney 44', Mata 58' | 75,355   | 9th             |
| 21 September 2014 | Leicester City       | V     | 3–5         | Van Persie 13', Di María 16', Herrera 57'       | 31,784   | 12th            |
| 27 September 2014 | West Ham United      | H     | 2–1         | Rooney 5', Van Persie 22'                       | 75,317   | 7th             |
| 5 October 2014    | Everton              | H     | 2–1         | Di María 28', Falcao 63'                        | 75,294   | 4th             |
| 20 October 2014   | West Bromwich Albion | V     | 2–2         | Fellaini 47', Blind 86'                         | 25,794   | 6th             |
| 26 October 2014   | Chelsea              | H     | 1–1         | Van Persie 90+4'                                | 75,327   | 8th             |
| 2 November 2014   | Manchester City      | V     | 0–1         |                                                 | 45,358   | 9th             |
| 8 November 2014   | Crystal Palace       | H     | 1–0         | Mata 67'                                        | 75,325   | 6th             |
| 22 November 2014  | Arsenal              | V     | 2–1         | Gibbs 56' (öngól), Rooney 85'                   | 60,074   | 4th             |
| 29 November 2014  | Hull City            | H     | 3–0         | Smalling 16', Rooney 42', Van Persie 66'        | 75,345   | 4th             |
| 2 December 2014   | Stoke City           | H     | 2–1         | Fellaini 21', Mata 59'                          | 75,388   | 4th             |
| 8 December 2014   | Southampton          | V     | 2–1         | Van Persie (2) 12', 71'                         | 31,420   | 3rd             |
| 14 December 2014  | Liverpool            | H     | 3–0         | Rooney 12', Mata 40', Van Persie 71'            | 75,331   | 3rd             |
| 20 December 2014  | Aston Villa          | V     | 1–1         | Falcao 53'                                      | 41,273   | 3rd             |
| 26 December 2014  | Newcastle United     | H     | 3–1         | Rooney (2) 23', 36', Van Persie 53'             | 75,318   | 3rd             |
| 28 December 2014  | Tottenham Hotspur    | V     | 0–0         |                                                 | 35,711   | 3rd             |
| 1 January 2015    | Stoke City           | V     | 1–1         | Falcao 26'                                      | 27,203   | 3rd             |
| 11 January 2015   | Southampton          | H     | 0–1         |                                                 | 75,395   | 4th             |
| 17 January 2015   | Queens Park Rangers  | V     | 2–0         | Fellaini 58', Wilson 90+4'                      | 18,098   | 4th             |
| 31 January 2015   | Leicester City       | H     | 3–1         | Van Persie 27', Falcao 31', Morgan 44' (öngól)  | 75,329   | 3rd             |
| 8 February 2015   | West Ham United      | V     | 1–1         | Blind 90+2'                                     | 34,499   | 4th             |
| 11 February 2015  | Burnley              | H     | 3–1         | Smalling (2) 6', 45+3', Van Persie 82' (bün.)   | 75,356   | 3rd             |
| 21 February 2015  | Swansea City         | V     | 1–2         | Herrera 28'                                     | 20,809   | 4th             |
| 28 February 2015  | Sunderland           | H     | 2–0         | Rooney (2) 66' (bün.), 84'                      | 75,344   | 3rd             |
| 4 March 2015      | Newcastle United     | V     | 1–0         | Young 89'                                       | 49,801   | 4th             |
| 15 March 2015     | Tottenham Hotspur    | H     | 3–0         | Fellaini 9', Carrick 19', Rooney 34'            | 75,112   | 4th             |
| 22 March 2015     | Liverpool            | V     | 2–1         | Mata (2) 14', 59'                               | 44,405   | 4th             |
| 4 April 2015      | Aston Villa          | H     | 3–1         | Herrera (2) 43', 90+2', Rooney 79'              | 75,397   | 3rd             |
| 12 April 2015     | Manchester City      | H     | 4–2         | Young 14', Fellaini 27', Mata 67', Smalling 73' | 75,313   | 3rd             |
| 18 April 2015     | Chelsea              | V     | 0–1         |                                                 | 41,422   | 3rd             |
| 26 April 2015     | Everton              | V     | 0–3         |                                                 | 39,497   | 4th             |
| 2 May 2015        | West Bromwich Albion | H     | 0–1         |                                                 | 75,454   | 4th             |
| 9 May 2015        | Crystal Palace       | V     | 2–1         | Mata 19' (bün.), Fellaini 78'                   | 25,009   | 4th             |
| 17 May 2015       | Arsenal              | H     | 1–1         | Herrera 30'                                     | 75,323   | 4th             |
| 24 May 2015       | Hull City            | V     | 0–0         |                                                 | 24,745   | 4th             |

## Tabella
| #   | Csapat               | M  | GY | D  | V  | G+ – G– | GK  | P  | Megjegyzések                              |
| --- | -------------------- | -- | -- | -- | -- | ------- | --- | -- | ----------------------------------------- |
| 1.  | Chelsea              | 38 | 26 | 9  | 3  | 73–32   | +41 | 87 | 2015–2016-os Bajnokok Ligája – csoportkör |
| 2.  | Manchester City CV   | 38 | 24 | 7  | 7  | 83–38   | +45 | 79 | 2015–2016-os Bajnokok Ligája – csoportkör |
| 3.  | Arsenal              | 38 | 22 | 9  | 7  | 71–36   | +35 | 75 | 2015–2016-os Bajnokok Ligája – csoportkör |
| 4.  | Manchester United    | 38 | 20 | 10 | 8  | 62–37   | +25 | 70 | 2015–2016-os Bajnokok Ligája – rájátszás  |
| 5.  | Tottenham Hotspur    | 38 | 19 | 7  | 12 | 58–53   | +5  | 64 | 2015–2016-os Európa-liga – csoportkör     |
| 6.  | Liverpool            | 38 | 18 | 8  | 12 | 52–48   | +4  | 62 | 2015–2016-os Európa-liga – csoportkör     |
| 7.  | Southampton          | 38 | 18 | 6  | 14 | 54–33   | +21 | 60 | 2015-2016-os Európa-liga 3. selejtezőkör  |
| 8.  | Swansea              | 38 | 16 | 8  | 14 | 46–49   | −3  | 56 |                                           |
| 9.  | Stoke City           | 38 | 15 | 9  | 14 | 48–45   | +3  | 54 |                                           |
| 10. | Crystal Palace       | 38 | 13 | 9  | 16 | 47–51   | −4  | 48 |                                           |
| 11. | Everton              | 38 | 12 | 11 | 15 | 48–50   | −2  | 47 |                                           |
| 12. | West Ham United      | 38 | 12 | 11 | 15 | 44–47   | −3  | 47 | 2015-2016-os Európa-liga 1. selejtezőkör  |
| 13. | West Bromwich Albion | 38 | 11 | 11 | 16 | 38–51   | −13 | 44 |                                           |
| 14. | Leicester CityÚ      | 38 | 11 | 8  | 19 | 46–55   | −9  | 41 |                                           |
| 15. | Newcastle United     | 38 | 10 | 9  | 19 | 40–63   | −23 | 39 |                                           |
| 16. | Sunderland           | 38 | 7  | 17 | 14 | 31–57   | −26 | 38 |                                           |
| 17. | Aston Villa          | 38 | 10 | 8  | 20 | 31–57   | −26 | 38 |                                           |
| 18. | Hull City (K)        | 38 | 8  | 11 | 19 | 33–51   | −18 | 35 | The Championship                          |
| 19. | Burnley Ú (K)        | 38 | 7  | 12 | 19 | 28–53   | −25 | 33 | The Championship                          |
| 20. | QPRÚ (K)             | 38 | 8  | 6  | 24 | 42–73   | −31 | 30 | The Championship                          |

Forrás: http://www.eredmenyek.com/foci/anglia/premier-league-2014-2015/ 
A rangsorolás alapszabályai: 1. összpontszám, 2. egymás elleni eredmények összpontszáma, 3. gólkülönbség, 4. szerzett gólok száma.
(B): Bajnokcsapat, (K): Kieső csapat, (F): Feljutó csapat, (I): Kupainduló, (R): A rájátszás győztese, (KGY): Kupagyőztes

## FA-kupa
A többi élvonalbeli klubhoz hasonlóan a United is a harmadik fordulóban csatlakozott a kupaküzdelmekhez. A december 8-ai sorsoláson az alsóbb osztályú Yeovil Town csapatát kapták első ellenfélnek. A mérkőzést 2015. január 4-én játszották, és a manchesteriek 2-0-s győzelmet arattak. A negyedik körben a Cambridge United ellen újrajátszásra kényszerültek, majd sima 3-1-es győzelmet aratva jutottak túl a Preston csapatán. Március 9-én az Arsenal volt a következő ellenfél, és a londoni csapat 2-1-re győzni tudott, így ők jutottak az elődöntőbe.
| Dátum             | Forduló     | Ellenfél          | H / V | Végeredmény | Góllövők                                     | Nézőszám |
| ----------------- | ----------- | ----------------- | ----- | ----------- | -------------------------------------------- | -------- |
| 2015. január 4.   | 3. forduló  | Yeovil Town       | V     | 2–0         | Herrera 64', Di María 90'                    | 9,264    |
| 2015. január 23.  | 4. forduló  | Cambridge United  | V     | 0–0         |                                              | 7,987    |
| 2015. február 3.  | Újrajátszás | Cambridge United  | H     | 3–0         | Mata 25', Rojo 32', Wilson 73'               | 74,511   |
| 2015. február 16. | 5. forduló  | Preston North End | V     | 3–1         | Herrera 65', Fellaini 72', Rooney 88' (bün.) | 21,348   |
| 2015. március 9.  | 6. forduló  | Arsenal           | H     | 1–2         | Rooney 29'                                   | 74,285   |

## Ligakupa
Mivel nem indult egyik nemzetközi kupasorozatban sem, már a második k9rben bekapcsolódott a küzdelmekbe a csapat, és a 2004-ben alakult Milton Keynes Dons csapatával találkozott. Will Grigg duplázott, és Benik Afobe is kétszer talált a hálóba, így a United búcsúzott a további küzdelmektől.
| Dátum               | Forduló    | Ellenfél           | H / V | Végeredmény | Góllövők | Nézőszám |
| ------------------- | ---------- | ------------------ | ----- | ----------- | -------- | -------- |
| 2014. augusztus 26. | 2. forduló | Milton Keynes Dons | A     | 0–4         |          | 26,969   |

## Statisztika
| No. | Pos. | Name                                       | League        | League | FA Cup        | FA Cup | League Cup    | League Cup | Total         | Total | Discipline | Discipline |
| No. | Pos. | Name                                       | Pályára lépés | Gólok  | Pályára lépés | Gólok  | Pályára lépés | Gólok      | Pályára lépés | Gólok |            |            |
| --- | ---- | ------------------------------------------ | ------------- | ------ | ------------- | ------ | ------------- | ---------- | ------------- | ----- | ---------- | ---------- |
| 1   | GK   | David de Gea                               | 37            | 0      | 5             | 0      | 1             | 0          | 43            | 0     | 0          | 0          |
| 2   | DF   | Rafael da Silva                            | 6(4)          | 0      | 1             | 0      | 0             | 0          | 7(4)          | 0     | 2          | 0          |
| 3   | DF   | Luke Shaw                                  | 15(1)         | 0      | 3(1)          | 0      | 0             | 0          | 18(2)         | 0     | 1          | 1          |
| 4   | DF   | Phil Jones                                 | 22            | 0      | 1(1)          | 0      | 0             | 0          | 23(1)         | 0     | 3          | 0          |
| 5   | DF   | Marcos Rojo                                | 20(2)         | 0      | 4             | 1      | 0             | 0          | 24(2)         | 1     | 8          | 0          |
| 6   | DF   | Jonny Evans                                | 12(2)         | 0      | 1(1)          | 0      | 1             | 0          | 14(3)         | 0     | 1          | 0          |
| 7   | MF   | Ángel Di María                             | 20(7)         | 3      | 4(1)          | 1      | 0             | 0          | 24(8)         | 4     | 2          | 1          |
| 8   | MF   | Juan Mata                                  | 27(6)         | 9      | 1(1)          | 1      | 0             | 0          | 28(7)         | 10    | 2          | 0          |
| 9   | FW   | Radamel Falcao                             | 14(12)        | 4      | 3             | 0      | 0             | 0          | 17(12)        | 4     | 2          | 0          |
| 10  | FW   | Wayne Rooney (csapatkapitány)              | 33            | 12     | 4             | 2      | 0             | 0          | 37            | 14    | 5          | 1          |
| 11  | MF   | Adnan Januzaj                              | 7(11)         | 0      | 1(1)          | 0      | 0(1)          | 0          | 8(13)         | 0     | 1          | 0          |
| 12  | DF   | Chris Smalling                             | 21(4)         | 4      | 4             | 0      | 0             | 0          | 25(4)         | 4     | 1          | 1          |
| 13  | GK   | Anders Lindegaard                          | 0             | 0      | 0             | 0      | 0             | 0          | 0             | 0     | 0          | 0          |
| 14  | FW   | Javier Hernández                           | 1             | 0      | 0             | 0      | 1             | 0          | 2             | 0     | 0          | 0          |
| 16  | MF   | Michael Carrick (csapatkapitány-helyettes) | 16(2)         | 1      | 1(1)          | 0      | 0             | 0          | 17(3)         | 1     | 1          | 0          |
| 17  | MF   | Nani                                       | 0(1)          | 0      | 0             | 0      | 0             | 0          | 0(1)          | 0     | 0          | 0          |
| 17  | MF   | Daley Blind                                | 25            | 2      | 4             | 0      | 0             | 0          | 29            | 2     | 4          | 0          |
| 18  | MF   | Ashley Young                               | 23(3)         | 2      | 1(2)          | 0      | 0             | 0          | 24(5)         | 2     | 6          | 0          |
| 19  | FW   | Danny Welbeck                              | 0(2)          | 0      | 0             | 0      | 1             | 0          | 1(2)          | 0     | 0          | 0          |
| 20  | FW   | Robin van Persie                           | 25(2)         | 10     | 1(1)          | 0      | 0             | 0          | 26(3)         | 10    | 5          | 0          |
| 21  | MF   | Ander Herrera                              | 19(7)         | 6      | 3(2)          | 2      | 0             | 0          | 22(9)         | 8     | 8          | 0          |
| 22  | MF   | Nick Powell                                | 0             | 0      | 0             | 0      | 1             | 0          | 1             | 0     | 0          | 0          |
| 23  | MF   | Tom Cleverley                              | 1             | 0      | 0             | 0      | 0             | 0          | 1             | 0     | 1          | 0          |
| 24  | MF   | Darren Fletcher                            | 4(7)          | 0      | 1             | 0      | 0             | 0          | 5(7)          | 0     | 1          | 0          |
| 25  | MF   | Antonio Valencia                           | 29(3)         | 0      | 3             | 0      | 0             | 0          | 32(3)         | 0     | 4          | 0          |
| 26  | MF   | Kagava Sindzsi                             | 0             | 0      | 0             | 0      | 1             | 0          | 1             | 0     | 0          | 0          |
| 28  | MF   | Anderson                                   | 0(1)          | 0      | 0             | 0      | 1             | 0          | 1(1)          | 0     | 0          | 0          |
| 29  | FW   | Wilfried Zaha                              | 0             | 0      | 0             | 0      | 0             | 0          | 0             | 0     | 0          | 0          |
| 30  | DF   | Guillermo Varela                           | 0             | 0      | 0             | 0      | 0             | 0          | 0             | 0     | 0          | 0          |
| 31  | MF   | Marouane Fellaini                          | 19(8)         | 6      | 4             | 1      | 0             | 0          | 23(8)         | 7     | 7          | 1          |
| 32  | GK   | Víctor Valdés                              | 1(1)          | 0      | 0             | 0      | 0             | 0          | 1(1)          | 0     | 0          | 0          |
| 33  | DF   | Paddy McNair                               | 12(4)         | 0      | 2             | 0      | 0             | 0          | 14(4)         | 0     | 2          | 0          |
| 34  | FW   | Tom Lawrence                               | 0             | 0      | 0             | 0      | 0             | 0          | 0             | 0     | 0          | 0          |
| 35  | MF   | Jesse Lingard                              | 1             | 0      | 0             | 0      | 0             | 0          | 1             | 0     | 0          | 0          |
| 36  | DF   | Marnick Vermijl                            | 0             | 0      | 0             | 0      | 1             | 0          | 1             | 0     | 0          | 0          |
| 37  | DF   | Saidy Janko                                | 0             | 0      | 0             | 0      | 1             | 0          | 1             | 0     | 0          | 0          |
| 38  | DF   | Michael Keane                              | 0(1)          | 0      | 0             | 0      | 1             | 0          | 1(1)          | 0     | 0          | 0          |
| 39  | DF   | Tom Thorpe                                 | 0(1)          | 0      | 0             | 0      | 0             | 0          | 0(1)          | 0     | 0          | 0          |
| 40  | GK   | Ben Amos                                   | 0             | 0      | 0             | 0      | 0             | 0          | 0             | 0     | 0          | 0          |
| 41  | DF   | Reece James                                | 0             | 0      | 0             | 0      | 1             | 0          | 1             | 0     | 1          | 0          |
| 42  | DF   | Tyler Blackett                             | 6(5)          | 0      | 1             | 0      | 0             | 0          | 7(5)          | 0     | 3          | 1          |
| 44  | MF   | Andreas Pereira                            | 0(1)          | 0      | 0             | 0      | 0(1)          | 0          | 0(2)          | 0     | 0          | 0          |
| 45  | MF   | Davide Petrucci                            | 0             | 0      | 0             | 0      | 0             | 0          | 0             | 0     | 0          | 0          |
| 46  | MF   | Joe Rothwell                               | 0             | 0      | 0             | 0      | 0             | 0          | 0             | 0     | 0          | 0          |
| 48  | FW   | Will Keane                                 | 0             | 0      | 0             | 0      | 0             | 0          | 0             | 0     | 0          | 0          |
| 49  | FW   | James Wilson                               | 2(11)         | 1      | 2(1)          | 1      | 0(1)          | 0          | 4(13)         | 2     | 4          | 0          |
| 50  | GK   | Sam Johnstone                              | 0             | 0      | 0             | 0      | 0             | 0          | 0             | 0     | 0          | 0          |
| —   | FW   | Ángelo Henríquez                           | 0             | 0      | 0             | 0      | 0             | 0          | 0             | 0     | 0          | 0          |
| —   | —    | Öngólok                                    | –             | 2      | –             | 0      | –             | 0          | –             | 2     | –          | –          |

## Átigazolások

### Érkezők
| Dátum               | Poz. | Név                    | Honnan              | Ár           |
| ------------------- | ---- | ---------------------- | ------------------- | ------------ |
| június 26.          | MF   | Ander Herrera          | Athletic Bilbao     | £29m         |
| 2014. július 27.    | DF   | Luke Shaw              | Southampton         | £27m         |
| 2014. augusztus 4.  | GK   | Vanja Milinković-Savić | Vojvodina           | €1.75m       |
| 2014. augusztus 20. | DF   | Marcos Rojo            | Sporting CP         | £16m         |
| 2014. augusztus 26. | MF   | Ángel Di María         | Real Madrid         | £59.7m       |
| 2014. szeptember 1. | MF   | Daley Blind            | Ajax                | £14m         |
| 2014. szeptember 2. | DF   | Timothy Fosu-Mensah    | Ajax                | £300k        |
| 2015. január 8.     | GK   | Víctor Valdés          | szabadon igazolható | ingyen       |
| 2015. január 30.    | DF   | Sadiq El Fitouri       | Salford City        | nem publikus |

### Távozók
| Dátum                           | Poz. | Név               | Hová                 | Ár           |
| ------------------------------- | ---- | ----------------- | -------------------- | ------------ |
| 2014. június 28.                | DF   | Alexander Büttner | Gyinamo Moszkva      | £4.4m        |
| 2014. július 1.                 | FW   | Jack Barmby       | Leicester City       | Free         |
| 2014. július 1.                 | DF   | Rio Ferdinand     | lejárt a szerződése  | ingyen       |
| 2014. július 1.                 | FW   | Federico Macheda  | Cardiff City         | ingyen       |
| 2014. július 1.                 | DF   | Nemanja Vidić     | Internazionale       | ingyen       |
| 2014. július 11.                | MF   | Charni Ekangamene | Zulte Waregem        | ingyen       |
| 2014. július 18.                | DF   | Louis Rowley      | Leicester City       | Free         |
| 2014. július 21.                | DF   | Patrice Evra      | Juventus             | £1.2m        |
| 2014. július 25.                | FW   | Bébé              | Benfica              | £2.4m        |
| 2014. augusztus 31.             | MF   | Kagava Sindzsi    | Borussia Dortmund    | Undisclosed  |
| 2014. szeptember 1.             | MF   | Tom Lawrence      | Leicester City       | Undisclosed  |
| 1 September 2014. szeptember 1. | FW   | Danny Welbeck     | Arsenal              | £16m         |
| 2014. szeptember 8.             | MF   | Davide Petrucci   | CFR Cluj             | ingyen       |
| 2015. január 8.                 | DF   | Michael Keane     | Burnley              | nem publikus |
| 2015. február 2.                | DF   | Marnick Vermijl   | Sheffield Wednesday  | nem publikus |
| 2015. február 2.                | MF   | Darren Fletcher   | West Bromwich Albion | ingyen       |
| 2015. február 2.                | FW   | Wilfried Zaha     | Crystal Palace       | £3m          |
| 2015. február 3.                | MF   | Anderson          | Internacional        | ingyen       |

### Kölcsönbe érkezők
| Szerződés kezdete   | Szerződés vége   | Poz. | Név            | Honnan           |
| ------------------- | ---------------- | ---- | -------------- | ---------------- |
| 2014. szeptember 1. | 2015. június 30. | FW   | Radamel Falcao | AS Monaco        |
| 2015. február 2.    | 2015. június 30. | DF   | Andy Kellett   | Bolton Wanderers |